# سامر رضوان
سامر فهد رضوان (ولد 1 يناير 1975 م) كاتب سيناريو ومؤدِّي أصوات سوري، ومعارض سياسي، اشتَهَر بأعماله التلفازية الناقدة لفساد النظام الحاكم في سورية، ومن أشهرها: لعنة الطين، وولادة من الخاصرة، ودقيقة صمت، وابتسم أيها الجنرال.

## سيرته
ولد سامر رضوان في حمص عام 1975. بدأت مسيرته التلفزيونية معدًّا ومقدِّمًا للبرامج في قناتي الفضائية السورية و«الدنيا». وكتب في مجموعة من الصُّحف والمنابر العربية. عمل في مركز الزهرة في مجال التلسين (مدبلج صوت) وعمل لمراكز تلسين (دبلجة) أُخرى.

## أعماله

### التلفزيون
- ولادة من الخاصرة 2011
- لعنة الطين 2011
- ولادة من الخاصرة 2: ساعات الجمر 2012
- ولادة من الخاصرة 3: منبر الموتى 2013
- وصايا كانون 2014
- دقيقة صمت 2019
- ابتسم أيها الجنرال 2023

### سيناريوهات وثائقية
- دائرة الحدث (قناة الجزيرة)
- المعترك السياسي (قناة أبو ظبي)

### أعماله الشعرية
- تشكيلات لمولد الحصار
- آخر ما أبدعته الكناية
- غرفة من ندم

### الدبلجة
- هزيم الرعد - جيني، توهو
- سبيستون إنتركتف جيم - الراوي
- المخترع الصغير - والد كرم، المعلم
- سلام دانك ج2 - سامي
- روبوكون
- المفتش فابر - فابر
- أبناء الوطن - جيمس
- الطاقة الزرقاء - ويليام
- إيروكا - شوغو
- شرلوك هولمز في القرن الثاني والعشرين - شرلوك هولمز
- الدراج المقنع - رين
- أسطورة الزجاج - كارين
- أوف سايد - بشر، ماهر، معلق المباريات
- الضائعون - شبل، دليل
- أيرون كيد - تشارلي
- بي بليد ج1 - أكرم
- ون بيس ج2 - لوفي (لم يُكتمل)
- بلاك كات - جينوس
- ساموراي 7 - شيرا
- المحقق كونان ج5 - شيراتوي، بعض الأدوار الثانوية
- ويب دايفر - ديليتوس
- كلية الطيران
- سومو يامو - بووما، غفز
- أرغاي الفارس النبيل
- فوزان
- سابق ولاحق ماكس
- غيمة
- الببغاء يتعلم الهجاء
- بيتي العربي - عبس
- قوة الفريق - إكسل
- شارع الأصدقاء - متعب

## مواقفه
عُرف بتأييده الثورة السورية في 2011، حيث اعتُقل في يوليو 2013 على الحدود السورية اللبنانية. كما نشر في يناير 2019 على صفحته الشخصية على الفيسبوك مذكرة ادِّعاء بحقه من النائب العام في دمشق بتهمة التحريض على العصيان المسلح.

## جوائزه
حصل على أكثر من عشرين جائزة أدبية في الشعر أبرزها:
- جائزة «بيت الشعر» في مصر عام 2000 .
- جائزة الدكتورة «سعاد الصباح» في دولة الكويت عام 2001 .
- جائزة «القافلة» في السعودية عام 2004 .
- جائزة «ماجد أبو شرار» في فلسطين عام 2001 .

## وصلات خارجية
- سامر رضوان على موقع IMDb (الإنجليزية)
- سامر رضوان على موقع قاعدة بيانات الأفلام العربية
- سامر رضوان على موقع قاعدة بيانات الفيلم (الإنجليزية)